# Lebowa
Lebowa is een voormalig thuisland in het noordoosten van Zuid-Afrika. Het bestond uit drie grotere en acht kleine enclaves in de voormalige Zuid-Afrikaanse provincie Transvaal. De hoofdstad was Lebowakgomo. Het was het thuisland van ca. 2,6 miljoen Noord-Sotho sprekende Pedi. In tegenstelling tot andere thuislanden werd Lebowa nooit formeel "onafhankelijk" verklaard.
Lebowa betekent noord; dit slaat op de taal Noord-Sotho. (In Lesotho en Qwaqwa wordt Zuid-Sotho gesproken.)
Op 2 oktober 1972 kreeg Lebowa "zelfbestuur". Op 27 april 1994 werd het, samen met de negen andere thuislanden, herenigd met Zuid-Afrika.